# Rotaliammina
Rotaliammina es un género de foraminífero bentónico de la subfamilia Rotaliammininae, de la familia Trochamminidae, de la superfamilia Trochamminoidea, del suborden Trochamminina, y del orden Trochamminida. Su especie tipo es Rotaliammina mayori. Su rango cronoestratigráfico abarca el Holoceno.

## Discusión
Clasificaciones previas incluían Rotaliammina en el suborden Textulariina del orden Textulariida. Otras clasificaciones lo han incluido en el orden Lituolida.

## Clasificación
Rotaliammina incluye a las siguientes especies:
- Rotaliammina adaperta
- Rotaliammina alliganta
- Rotaliammina carinata
- Rotaliammina chitinosa
- Rotaliammina fidicularis
- Rotaliammina lecalvezae
- Rotaliammina mayori
- Rotaliammina moneronensis
- Rotaliammina petaloidea
- Rotaliammina plana
- Rotaliammina sigmoidea
- Rotaliammina siphonata
- Rotaliammina squamiformis
- Rotaliammina trumbulli

Otra especie considerada en Rotaliammina es:
- Rotaliammina ochracea, aceptado como Lepidodeuterammina ochracea